# Corea del Sur en los Juegos Paralímpicos de Barcelona 1992
Corea del Sur estuvo representada en los Juegos Paralímpicos de Barcelona 1992 por un total de 66 deportistas, 64 hombres y dos mujeres.

## Medallistas
El equipo paralímpico surcoreano obtuvo las siguientes medallas:
| Nombre                                   | Deporte                   | Evento                             |
| ---------------------------------------- | ------------------------- | ---------------------------------- |
| Oro                                      |                           |                                    |
| Kim Du-Chun                              | Atletismo                 | 200 m C5-6 masculino               |
| Kim Du-Chun                              | Atletismo                 | 400 m C6 masculino                 |
| Kim Dae-Kwan                             | Atletismo                 | Maza C6 masculino                  |
| Choi Yuon-Bong                           | Atletismo                 | Jabalina C6 masculino              |
| Lee Jin-Woo                              | Bochas                    | Individual C2 mixto                |
| Jung Keum-Jong                           | Halterofilia              | –52 kg masculino                   |
| Youn Sang-Jin                            | Levantamiento de potencia | –56 kg masculino                   |
| Kang Seong-Hoon Lee Hae-Kon              | Tenis de mesa             | Equipo 1 masculino                 |
| Kim Im-Yeon                              | Tiro                      | Rifle libre 3 × 40 m SH1-2 mixto   |
| Cho Hyun-Kwan Kim Sung-Hee Lee Hak-Young | Tiro con arco             | Equipo clase abierta masculino     |
| An Yu-Sung                               | Yudo                      | –86 kg masculino                   |
| Plata                                    |                           |                                    |
| Kang Sung-Kook                           | Atletismo                 | 100 m C7 masculino                 |
| Kang Sung-Kook                           | Atletismo                 | 200 m C7 masculino                 |
| Kang Sung-Kook                           | Atletismo                 | 400 m C7 masculino                 |
| Kim Du-Chun                              | Atletismo                 | 100 m C6 masculino                 |
| Son Hoon                                 | Atletismo                 | 200 m C8 masculino                 |
| Han Do-Hyung                             | Atletismo                 | Jabalina C7 masculino              |
| Jung Yean-Kil                            | Atletismo                 | Salto de longitud B1 masculino     |
| Kwak Jung-Yong                           | Levantamiento de potencia | –48 kg masculino                   |
| Kim Kyung-Mook Park Hyun-Sang            | Tenis de mesa             | Equipo 2 masculino                 |
| Jang Choon-Bae Kim Soo-Boo Um Tae-Hyung  | Tenis de mesa             | Equipo 5 masculino                 |
| Jung Jin-Dong                            | Tiro                      | Rifle de aire de pie SH1 masculino |
| Paik Jae-Hwan                            | Tiro                      | Pistola de aire SH2 masculino      |
| Paik Jae-Hwan                            | Tiro                      | Pistola libre SH1-3 mixto          |
| Kim Im-Yeon                              | Tiro                      | Rifle de aire de pie SH1-3 mixto   |
| Jung Jin-Dong                            | Tiro                      | English Match SH1-3 mixto          |
| Bronce                                   |                           |                                    |
| Kim Myung-Ja                             | Atletismo                 | 100 m C5-6 femenino                |
| Kim Dae-Kwan                             | Atletismo                 | Jabalina C6 masculino              |
| Kim Dae-Kwan                             | Atletismo                 | Peso C6 masculino                  |
| Son Hoon                                 | Atletismo                 | Salto de longitud C7-8 masculino   |
| Lim Shin-Hyuk                            | Bochas                    | Individual C2 mixto                |
| Kim Jong-Kil                             | Ciclismo en ruta          | 5 km contrarreloj CP3 masculino    |
| Shin Dae-Heon                            | Levantamiento de potencia | –60 kg masculino                   |
| Lee Hae-Kon                              | Tenis de mesa             | Individual 1 masculino             |
| Kang Seong-Hoon                          | Tenis de mesa             | Individual 1 masculino             |
| Kim Kyung-Mook                           | Tenis de mesa             | Individual 2 masculino             |
| Um Tae-Hyung                             | Tenis de mesa             | Individual 4 masculino             |
| Kim Soo-Boo                              | Tenis de mesa             | Individual 5 masculino             |
| An Jong-Dae Kim Ki-Hoon Kim Young-Soo    | Tenis de mesa             | Equipo 3 masculino                 |
| Kang Young-Soo                           | Tiro                      | Pistola de aire SH1 masculino      |
| Lee Joo-Sik                              | Tiro                      | Rifle de aire 3 × 40 m SH3 mixto   |
| Cho Hyun-Kwan                            | Tiro con arco             | Individual clase abierta masculino |
| Choi Jang-Sub Jang Ki-Ki Lee Ouk-Soo     | Tiro con arco             | Equipo AR2 masculino               |
| Cheung Woon-Noh                          | Yudo                      | –60 kg masculino                   |